# Thân vương quốc Bayreuth
Thân vương quốc Bayreuth (tiếng Đức: Fürstentum Bayreuth) hay Phiên hầu quốc Brandenburg-Bayreuth (Markgraftum Brandenburg-Bayreuth) là một nhà nước trong Đế quốc La Mã Thần thánh, được cai trị bởi một nhánh Franconia của triều đại Hohenzollern. Kể từ khi Burgrave Frederick VI xứ Nuremberg được phong làm Bá tước xứ Brandenburg vào năm 1415/17, các Thân vương Hohenzollern đã chuyển tước hiệu Markgraf (phiên hầu tước) sang tài sản Franconian của họ, mặc dù thân vương quốc chưa bao giờ là một hầu quốc. Cho đến năm 1604, họ sử dụng Lâu đài Plassenburg ở Kulmbach làm nơi cư trú, do đó lãnh thổ của họ chính thức được gọi là Thân vương quốc Kulmbach hoặc Phiên hầu quốc Brandenburg-Kulmbach cho đến khi Thánh chế La Mã giải thể vào năm 1806.